# Richard J. Daley
Richard Joseph Daley (15 de mayo de 1902 - 20 de diciembre de 1976) fue un político estadounidense que fue alcalde de Chicago desde 1955 y presidente del Partido Demócrata del condado de Cook desde 1953 hasta su muerte. Controlaba y movilizaba las ciudades estadounidenses. Era el patriarca de una poderosa familia política de Chicago. Su hijo, Richard M. Daley, también sería alcalde de Chicago y otro hijo, William M. Daley, fue Secretario de Comercio de Estados Unidos y Jefe de Gabinete de la Casa Blanca.
Daley fue el tercer alcalde consecutivo de Chicago y procedía del barrio de clase trabajadora de Bridgeport, en el que vivió toda su vida. Se le recuerda por haber hecho mucho para salvar a Chicago del declive que otras ciudades del cinturón del óxido, como Cleveland, Buffalo y Detroit, experimentaron durante el mismo periodo. Tenía una sólida base de apoyo en la comunidad católica irlandesa de Chicago y políticos nacionales como Lyndon B. Johnson lo trataban como un irlandés-americano preeminente, con conexiones especiales con la familia Kennedy. Daley desempeñó un papel fundamental en la historia del Partido Demócrata, especialmente con su apoyo a John F. Kennedy en las elecciones presidenciales de 1960 y a Hubert Humphrey en las de 1968. Sería el alcalde que más tiempo estuvo en el cargo en la historia de Chicago hasta que su hijo Richard M. Daley batió su récord en 2011. Algunos historiadores lo han clasificado entre los diez mejores alcaldes de la historia de Estados Unidos.

## Primeros Años
Richard J. Daley nació en Bridgeport, un barrio obrero de Chicago. Era el único hijo de Michael y Lillian (Dunne) Daley, cuyas familias habían llegado de la zona de Old Parish, cerca de Dungarvan, en el condado irlandés de Waterford, durante la Gran Hambruna. El padre de Richard era un trabajador de la chapa con un comportamiento reservado. El padre de Michael, James E. Daley, era un carnicero nacido en Nueva York, mientras que su madre, Delia Gallagher Daley, era una inmigrante irlandesa. La madre de Richard era extrovertida y franca. Antes de que las mujeres obtuvieran el derecho al voto en 1920, Lillian Daley era una sufragista activa, participaba en marchas y a menudo llevaba a su hijo a ellas. Esperaba que la vida de su hijo tuviera más éxito profesional que la de sus padres. Antes de la muerte de su madre, Daley había ganado la nominación demócrata para sheriff del condado de Cook. Lillian quería más que eso para su hijo, y le dijo a un amigo: "No crié a mi hijo para que fuera policía". Daley declararía más tarde que sus fuentes eran su religión, su familia, su barrio, el Partido Demócrata y su amor por la ciudad.

## Educación
Daley asistió a la escuela primaria de su parroquia, Natividad de Nuestro Señor, y al Instituto De La Salle (donde aprendió oficios administrativos) y tomó clases nocturnas en la Facultad de Derecho de la Universidad DePaul para licenciarse en Derecho en 1933. De joven, Daley trabajó vendiendo periódicos y haciendo repartos para un vendedor ambulante; trabajó en los almacenes Union de Chicago para pagarse los estudios de Derecho. Pasaba su tiempo libre como miembro del Hamburg Athletic Club, una organización atlética, social, de bandas callejeras y política cercana a su casa. El Hamburg y otros clubes similares estaban financiados, al menos en parte, por políticos demócratas locales. Daley dejó su huella allí, no en el deporte, sino en la organización como gerente del club. A los 22 años fue elegido presidente del club, cargo que ocupó hasta 1939. Aunque ejerció la abogacía con su socio William J. Lynch, dedicó la mayor parte de su tiempo a su carrera política.

## Carera Política

### Inicios
La carrera política de Daley comenzó cuando se convirtió en capitán de distrito demócrata. Tras haber sido secretario de los anteriores tesoreros del condado, Joseph B. McDonough, Thomas D. Nash, Robert M. Sweitzer y Joseph L. Gill, fue nombrado vice interventor jefe del condado de Cook el 17 de diciembre de 1936, en sustitución de Michael J. O'Connor, fallecido el 9 de diciembre.
El primer cargo electivo de Daley fue en la Cámara de Representantes de Illinois, para la que fue elegido por el distrito 9 el 3 de noviembre de 1936, junto a los titulares demócratas William J. Gormley y Peter P. Jezierny. A pesar de ser demócrata de toda la vida, fue elegido para el cargo como republicano. Esto se debió al oportunismo político y a la peculiar configuración de las elecciones legislativas en Illinois en aquella época, que permitió a Daley ocupar el lugar en la papeleta del candidato republicano David Shanahan, recientemente fallecido. El nombre de Daley no se imprimió en la papeleta debido a la proximidad de la muerte de Shanahan a las elecciones, pero pudo derrotar a Robert E. Rodgers, amigo de Shanahan.
Tras su elección, Daley se pasó rápidamente al bando demócrata. Tras la muerte del senador demócrata Patrick J. Carroll en 1938, Daley fue elegido senador por Illinois. Ese año, Gormley y Jezierny fueron reelegidos con éxito, y el republicano William S. Finucane ocupó el tercer puesto. En 1939, el senador del estado de Illinois William "Botchy" Connors dijo de Daley: "No podrías darle ni cinco centavos, así de honesto es". Daley fue líder de la minoría en el Senado de Illinois de 1941 a 1946. Su única derrota política fue en 1946, cuando perdió la candidatura a sheriff del condado de Cook.
A finales de la década de 1940, Daley se convirtió en miembro del comité demócrata del distrito 11, cargo que conservó hasta su muerte. Fue nombrado por el gobernador Adlai Stevenson II director del Departamento de Finanzas de Illinois, cargo que desempeñó de 1949 a 1950, año en que se presentó con éxito a las elecciones para secretario del condado de Cook.
Daley ocupó ese cargo hasta que fue elegido alcalde de Chicago. Daley se convirtió en presidente del Comité Central del Partido Demócrata del Condado de Cook, es decir, jefe de la maquinaria política, en 1953. Ocupar este cargo junto con la alcaldía en años posteriores aumentó el poder de Daley. Una conversación telefónica grabada que Daley mantuvo con el presidente Lyndon Johnson el 27 de enero de 1968 reveló que, a pesar de su origen católico irlandés, Daley también mantenía en privado relaciones a veces tensas con la familia Kennedy y que había declinado una oferta para votar contra el presidente Harry Truman cuando era delegado en la Convención Nacional Demócrata de 1948.

### Primeros años como alcalde
Daley fue elegido alcalde por primera vez, la número 48 de Chicago, en 1955. Fue reelegido cinco veces y llevaba 21 años como alcalde en el momento de su muerte. Durante su mandato, Daley dominó el panorama político de la ciudad y, en menor medida, el de todo el estado. Oficialmente, Chicago tiene un sistema de "alcalde débil", en el que la mayor parte del poder recae en el ayuntamiento. Sin embargo, el puesto de Daley como líder de facto del Partido Demócrata de Chicago le permitía gobernar la ciudad con mano de hierro y le otorgaba una gran influencia sobre las organizaciones de barrio de la ciudad, lo que a su vez le permitía tener una voz considerable en las contiendas primarias demócratas -en la mayoría de los casos, la verdadera contienda en el bastión demócrata de Chicago.
En 1959 y 1960, Daley fue presidente de la Conferencia de Alcaldes de Estados Unidos.
Daley contribuyó a la victoria de John F. Kennedy en Illinois en 1960, por un estrecho margen de 8.000 votos.

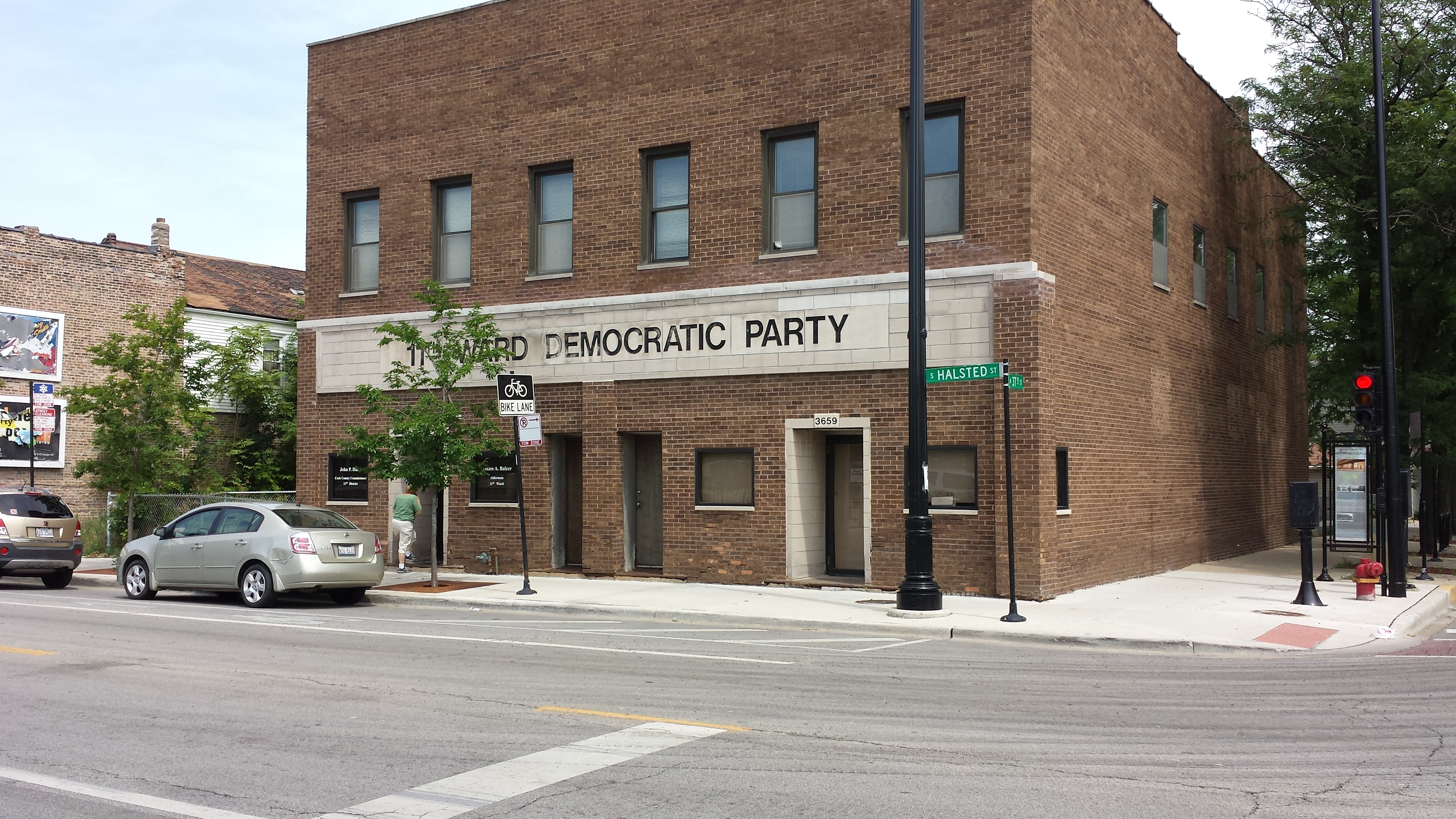
Oficina del comité demócrata del distrito 11, Bridgeport, Chicago

Durante el mandato de Daley se construyeron el aeropuerto internacional de O'Hare, la torre Sears, McCormick Place, la Universidad de Illinois en Chicago, numerosas autopistas y proyectos de construcción del metro, así como otros grandes monumentos de Chicago. O'Hare era un motivo especial de orgullo para Daley, que organizaba con su personal ocasiones para celebrarlo. Ocasionó uno de los numerosos enfrentamientos de Daley con el organizador comunitario Saul Alinsky. Su organización de vecinos negros de Woodlawn amenazó con una "meada" masiva en el aeropuerto (una aglomeración en sus aseos) para presionar en favor de la apertura del empleo.

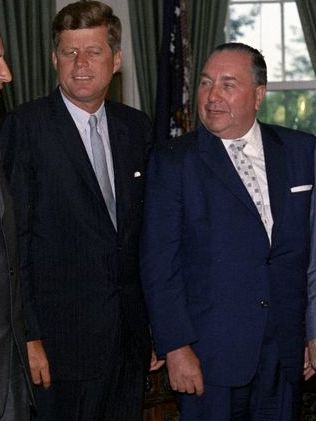
Daley con el presidente Kennedy en 1962

La construcción por Daley de un Chicago moderno se basaba en el compromiso con la segregación racial. Se construyeron viviendas, autopistas y escuelas que sirvieran de barreras entre los barrios blancos y negros. Para revitalizar el centro de Chicago, Daley colaboró con los líderes empresariales para expulsar a los residentes negros pobres y sustituirlos por blancos de clase media. Para evitar que los negros se trasladaran a los barrios blancos, Daley supervisó la construcción de viviendas públicas en forma de torres de gran altura, como las Robert Taylor Homes, que situó dentro de los guetos negros de Chicago. Muchas estaban situadas a lo largo de una única calle del gueto del South Side de Chicago, que llegó a conocerse como el "corredor de State Street" y contaba con la mayor concentración de viviendas públicas del país. Daley también fue responsable del trazado de la autopista Dan Ryan a lo largo de la tradicional división racial del barrio, de modo que separaba el corredor de State Street de los barrios blancos del South Side. Hasta finales de los años sesenta, en las elecciones municipales Daley gozaba, no obstante, de un 70% de apoyo entre la comunidad negra. Al igual que otros grupos étnicos de Chicago, los votantes negros ofrecían lealtad al partido y votos por clientelismo político.
Desde finales de 1965 hasta principios de 1967, el alcalde Daley se enfrentó al Movimiento por la Libertad de Chicago para mejorar las condiciones de los guetos negros. Por un lado, el movimiento por los derechos civiles de Chicago se formó para luchar por mejores escuelas. Por otro, abogaba por la vivienda libre en Chicago. La campaña, que se conoció como el Movimiento por la Libertad de Chicago, estuvo dirigida por Martin Luther King Jr., que intentó emplear la táctica de las marchas pacíficas como había hecho en el Sur. Daley, con la ayuda de líderes políticos negros que no querían romper con la maquinaria política de Daley y la prensa local, evitó enfrentamientos violentos. A mediados de agosto de 1966 se logró el "Acuerdo de la Cumbre" mediante una serie de reuniones. Entre otras cosas, propició la creación del Consejo de Liderazgo para las Comunidades Metropolitanas Abiertas. Aunque se trata de una cuestión polémica, el Movimiento por la Libertad de Chicago se considera en general un fracaso o, en el mejor de los casos, un empate.
Daley desaconsejó el rodaje de películas de cine y televisión en Chicago, después de que un episodio de M Squad (emitido el 30 de enero de 1959) mostrara a un agente de la policía de Chicago aceptando sobornos. Esta política duró hasta el final de su mandato y se revocaría con la posterior alcaldesa Jane Byrne, cuando se rodó The Blues Brothers en Chicago. Sin embargo, durante su mandato se rodaron en Chicago películas como Cooley High y otras.

### 1968 y carrera posterior
El año 1968 fue trascendental para Daley. El 27 de enero, Daley informó al presidente Johnson de que Robert Kennedy se había reunido con él y le había pedido su apoyo en las próximas primarias demócratas, que declinó. También consiguió que el presidente aceptara una oferta para seguir en las primarias demócratas o ser nominado como vicepresidente de Hubert Humphrey en la Convención Nacional Demócrata. Daley y Johnson también iban a utilizar la candidatura de Kennedy a la presidencia para ayudar a este plan y alimentar el ego de Kennedy haciéndole creer que también había una "revolución" en el partido. En abril, muchos fustigaron a Daley por su aguda retórica tras los disturbios que se produjeron después del asesinato de King. Disgustado por lo que consideraba una respuesta policial excesivamente cautelosa a los disturbios, Daley reprendió al superintendente de policía James B. Conlisk y, posteriormente, relató esa conversación en una rueda de prensa en el Ayuntamiento de la siguiente manera:

Le dije muy enfática y definitivamente que diera la orden inmediata de disparar a matar a cualquier pirómano o a cualquiera con un cóctel molotov en la mano, porque son asesinos en potencia, y de disparar a mutilar o lisiar a cualquiera que saquee.

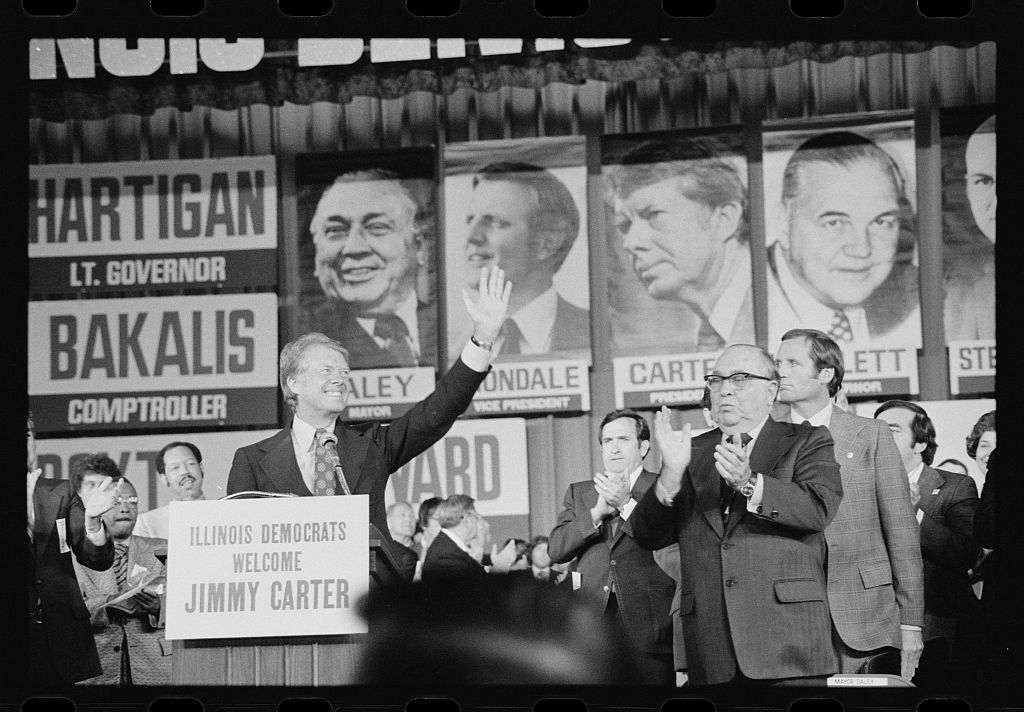
Jimmy Carter y Daley en la Convención Demócrata del Estado de Illinois en Chicago, Illinois, 1976

Esta declaración generó una gran controversia. Jesse Jackson, por ejemplo, la calificó de "respuesta fascista". Más tarde, Daley se retractó de sus palabras en un discurso ante el Consejo Municipal, diciendo:

Es política establecida del departamento de policía -apoyada plenamente por esta administración- que los policías sólo utilicen la fuerza mínima necesaria en el desempeño de sus funciones.

Ese mismo mes, Daley afirmó,
No hubo ninguna orden de disparar a matar. Eso fue una invención.
Robert Kennedy también fue asesinado en junio de 1968, perjudicando así el plan anterior de Daley de hacer vicepresidente a Johnson, que retiró su candidatura a la reelección en marzo.
En agosto se celebró en Chicago la Convención Nacional Demócrata de 1968. Con la intención de mostrar los logros de Daley a los demócratas nacionales y a los medios de comunicación, los actos de la convención adquirieron notoriedad para el alcalde y la ciudad, y se convirtieron en estallidos verbales entre los participantes y en un circo para los medios de comunicación. Con la nación dividida por la guerra de Vietnam y con los asesinatos de King y Kennedy a principios de ese año como telón de fondo, la ciudad se convirtió en un campo de batalla para los manifestantes antibelicistas que juraron clausurar la convención. En algunos casos, los enfrentamientos entre manifestantes y policía se tornaron violentos, y las imágenes del caos se retransmitieron por la televisión nacional. Más tarde, los activistas antibelicistas Abbie Hoffman, Jerry Rubin y otros tres miembros de los "Siete de Chicago" fueron condenados por cruzar fronteras estatales con la intención de incitar a disturbios como resultado de estos enfrentamientos, aunque las condenas fueron anuladas en apelación.
En la propia convención, el senador Abraham A. Ribicoff se salió del guion durante su discurso de nominación de George McGovern, al decir: "Y con George McGovern como presidente de los Estados Unidos, no tendríamos que tener tácticas de la Gestapo en las calles de Chicago. Y con George McGovern como presidente, no tendríamos que tener una Guardia Nacional". Ribicoff, con la voz temblorosa, dijo entonces: "Qué difícil es decir la verdad, cuando conocemos los problemas a los que se enfrenta esta nación", por lo que algunos asistentes abuchearon a Ribicoff. Ribicoff también intentó presentar una moción para clausurar la convención y trasladarla a otra ciudad. Muchos convencionistas aplaudieron las declaraciones de Ribicoff, pero un indignado Daley intentó reprimir a gritos al orador. Cuando las cámaras de televisión enfocaron a Daley, los lectores de labios dijeron más tarde que le habían visto gritar: "!Vete a la mierda, judío hijo de puta, asqueroso hijo de puta, vete a casa!" Los defensores del alcalde declararon más tarde que estaba llamando farsante a Ribicoff, acusación negada por Daley y refutada por el reportaje de Mike Royko. Una comisión federal, dirigida por el abogado local y activista del partido Dan Walker, investigó los sucesos que rodearon la convención y los describió como un "motín policial". Daley defendió a su fuerza policial con la siguiente declaración, que también fue un lapsus linguae: "El enfrentamiento no fue causado por la policía. El enfrentamiento lo provocaron quienes cargaron contra la policía". Señores, aclaremos esto de una vez por todas. La policía no está aquí para crear desorden. El policía está aquí para preservar el desorden.
Las encuestas de opinión pública realizadas tras la convención demostraron que la mayoría de los estadounidenses apoyaban las tácticas de Daley, que fue reelegido históricamente por quinta vez en 1971. Sin embargo, muchos han argumentado que esto se debió a la falta de una oposición formidable, más que a la propia popularidad de Daley. El candidato demócrata McGovern expulsó a Daley de la Convención Nacional Demócrata de 1972, sustituyendo su delegación por una encabezada por Jesse Jackson. Podría decirse que este acontecimiento supuso un retroceso en el poder y la influencia de Daley dentro del Partido Demócrata, pero, dada su posición pública, McGovern enmendó más tarde su error incluyendo en su candidatura a Sargent Shriver, leal a Daley (y pariente político de Kennedy). En enero de 1973, el antiguo presidente de la Junta de Carreras de Illinois William S. Miller testificó que Daley le había "inducido" a sobornar al Gobernador de Illinois Otto Kerner.
En las elecciones especiales de 1970, en las que se decidía si Illinois adoptaría o no la constitución estatal propuesta en aquel momento, Daley se mostró a favor de su adopción al final de la campaña. Su apoyo puede haber sido decisivo a la hora de influir en los votantes de Illinois para que adoptaran la constitución propuesta. Daley era un firme defensor de la autonomía de los gobiernos locales de Illinois, y esta constitución consagró la posibilidad de que los gobiernos locales se convirtieran en unidades autónomas.

En 1975, Daley fue reelegido alcalde para un sexto mandato. 

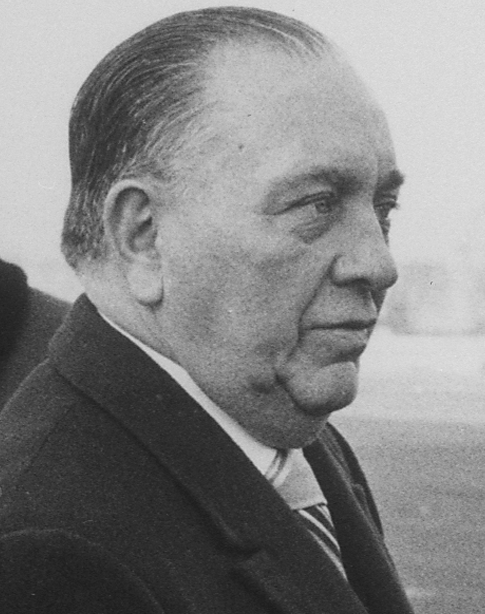
Daley en 1970
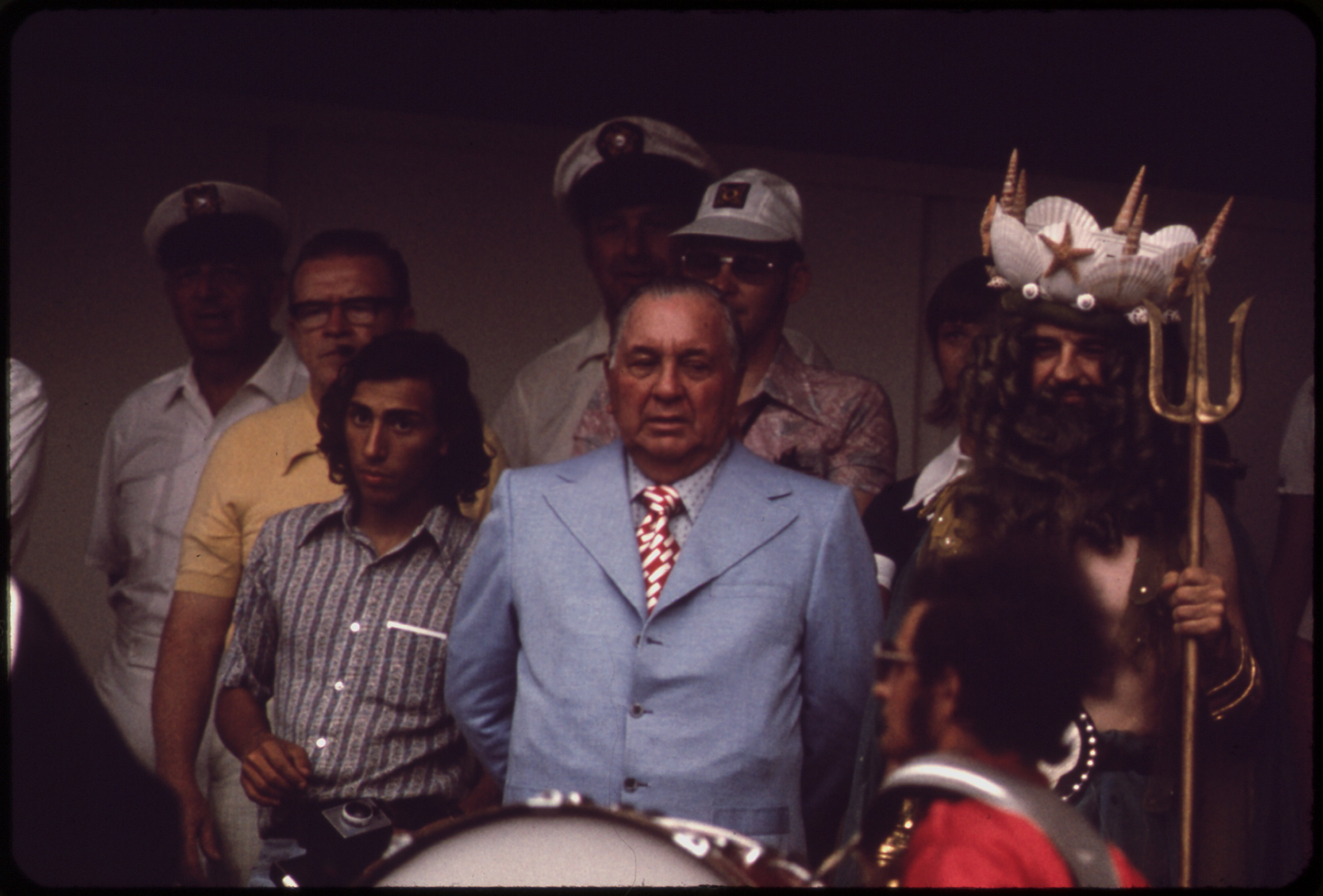
Daley en el desfile inaugural del Lakefront Festival, 1973

## Muerte
Poco después de las dos de la tarde del 20 de diciembre de 1976, Daley se desplomó en el Near North Side de la ciudad mientras se dirigía a comer. Fue trasladado rápidamente a la consulta de su médico privado en el 900 de North Michigan Avenue. Se confirmó que Daley había sufrido un infarto masivo y fue declarado muerto a las 14:55; tenía 74 años. El funeral de Daley tuvo lugar en la iglesia a la que asistía desde su infancia, la Natividad de Nuestro Señor. Está enterrado en el cementerio del Santo Sepulcro, en Worth Township, al suroeste de Chicago.

## Familia y vida personal
Daley conoció a Eleanor "Sis"  Guilfoyle en un partido de béisbol local. Cortejó a "Sis" durante seis años, durante los cuales terminó la carrera de Derecho y se estableció en su profesión legal. Se casaron el 17 de junio de 1936 y vivieron en un modesto búngalo de ladrillo en el 3536 de South Lowe Avenue, en el barrio de Bridgeport, de mayoría irlandesa y polaca, a pocas manzanas de su casa natal. Tuvieron tres hijas y cuatro hijos, en ese orden. Su hijo mayor, Richard M. Daley, fue elegido alcalde de Chicago en 1989, cargo que ocupó hasta su jubilación en 2011. El hijo menor, William M. Daley, fue Jefe de Gabinete de la Casa Blanca con el presidente Barack Obama y Secretario de Comercio con el presidente Bill Clinton. Otro hijo, John P. Daley, es miembro de la Junta de Comisionados del Condado de Cook. La otra progenie se ha mantenido al margen de la vida pública. Michael Daley es socio del bufete de abogados Daley & George, y Mary Carol (Daley) Vanecko es profesora, al igual que Patricia (Daley) Martino, fallecida en 2024, y Eleanor, fallecida en 1998.

### Estilo de hablar
Daley, que nunca perdió su acento de obrero de Chicago, era conocido por sus frecuentes errores sintácticos y otras meteduras de pata verbales. Daley cometió uno de sus errores verbales más memorables en 1968, al defender lo que los medios de comunicación calificaron de mala conducta policial durante la violenta convención demócrata de ese año: "Caballeros, entiendan de una vez por todas que la policía no está ahí para crear desorden, sino para mantenerlo". La fama de Daley de hablar mal era tal que su secretario de prensa, Earl Bush, decía a los periodistas: "Escribid lo que quiere decir, no lo que dice"

## Legado
Una encuesta realizada en 1993 por Melvin G. Holli, de la Universidad de Illinois en Chicago, entre historiadores, politólogos y expertos en urbanismo, situó a Daley como el quinto mejor alcalde de una gran ciudad estadounidense entre 1820 y 1993. La encuesta también situó a Daley como el mejor alcalde de una gran ciudad después de 1960. En el 50 aniversario de la primera toma de posesión de Daley en 1955, varias docenas de biógrafos y colaboradores se reunieron en la Sociedad Histórica de Chicago. El historiador Michael Beschloss calificó a Daley de "alcalde preeminente del siglo XX". Robert Remini señaló que mientras otras ciudades estaban en crisis fiscal en los años 60 y 70, "Chicago siempre tuvo una calificación de bonos de doble A". Según el folclorista de Chicago Steve Goodman, "ningún hombre podía inspirar más amor, más odio". Los veintiún años de Daley como alcalde se recuerdan de la siguiente manera:
- Una semana después de su muerte, el antiguo William J. Bogan Junior College, uno de los City Colleges de Chicago, pasó a llamarse Richard J. Daley College en su honor.
- El Richard J. Daley Center (originalmente, el Cook County Civic Center) es un edificio de oficinas de 32 plantas terminado en 1965 y rebautizado en honor al alcalde tras su muerte.
- La Biblioteca Richard J. Daley, principal biblioteca académica de la Universidad de Illinois en Chicago.[43]

Los periodistas Adam Cohen y Elizabeth Taylor sostienen que la política de Daley puede haber salvado a Chicago del mismo destino que sufrieron ciudades como Detroit, Kansas City, Saint Louis y Cleveland, que padecieron la sub urbanización, la delincuencia y la huida de los blancos. "Pero por cada barrio de clase media que salvó, había un barrio pobre en el que las condiciones de vida empeoraron. Por cada rascacielos del centro que mantenía los puestos de trabajo y el dinero de los impuestos en la ciudad, había una torre de un proyecto de viviendas que confinaba a los pobres en un gueto superpoblado".
Daley era conocido por muchos habitantes de Chicago como "Da Mare" ("El Alcalde"), "Hizzoner"("Su Señoría") y "The Man on Five" (su despacho estaba en la quinta planta del Ayuntamiento). Desde la muerte de Daley y la posterior elección de su hijo Richard como alcalde en 1989, el primer alcalde Daley ha pasado a ser conocido como "Boss Daley", "Old Man Daley" o "Daley Senior" por los residentes de Chicago.
Durante la época de los derechos civiles, algunos habitantes negros de Chicago se referían a Daley como "Faraón", comparándolo con la figura opresiva e implacable del Libro del Éxodo. Estas afirmaciones se vieron respaldadas por el papel de Daley en el asesinato de Fred Hampton y su postura contraria al MLK.

### Biografías
- Cohen, Adam; Taylor, Elizabeth (2000). American Pharaoh: Mayor Richard J. Daley: His Battle for Chicago and the Nation. Boston:  Little, Brown. ISBN 0-316-83403-3. Biografía académica detallada.
- Goodman, Barak (director) (1995). Daley: The Last Boss (documental). Emitido originalmente en el programa American Experience de PBS.
- Kennedy, Eugene (1978). Himself!: The Life and Times of Mayor Richard J. Daley. Nueva York: Viking Press. ISBN 0-670-37258-7.
- O'Connor, Len (1975). Clout: El alcalde Daley y su ciudad. Chicago: H. Regnery. ISBN 0-8092-8291-7.
- Royko, Mike (1971). Boss: Richard J. Daley of Chicago. New York: Dutton. ISBN 0-525-07000-1.
- Sullivan, Frank. Legend, the only inside story about Mayor Richard J. Daley (1989) en línea
- Witcover, Jules (1997). The Year the Dream Died: Revisiting 1968 in America. Nueva York: Warner Books. ISBN 0-446-67471-0.

### Estudios académicos
- Biles, Roger (1995). Richard J. Daley: Politics, Race, and the Government of Chicago. DeKalb, Illinois: Northern Illinois University Press. ISBN 0-87580-199-4.
- Holli, Melvin G. (1999). The American Mayor: The Best and the Worst Big-city Leaders. Universidad Estatal de Pensilvania: Pennsylvania State University Press. ISBN 0-271-01876-3.
- Charles Kolb, Reseña de The American Mayor.
- Peterson, Paul E. (1976). School Politics, Chicago Style. Chicago: University of Chicago Press. ISBN 0-226-66288-8.
- Rakove, Milton L. (1975). Don't Make No Waves-Don't Back No Losers: An Insider's Analysis of the Daley Machine. Bloomington, Indiana: Indiana University Press. ISBN 0-253-11725-9.
- Simpson, Dick (2001). Rogues, Rebels, and Rubber Stamps: The Politics of the Chicago City Council from 1863 to the Present. Boulder, Colo: Westview Press. ISBN 0-8133-9763-4.